# Zasloužilý energetik Ukrajiny
Zasloužilý energetik Ukrajiny (ukrajinsky Заслужений енергетик України) je státní vyznamenání Ukrajiny. Udělen může být občanům Ukrajiny i cizincům pracujícím v energetice.

## Historie
Tento čestný titul byl založen prezidiem Nejvyšší rady Ukrajinské SSR dne 16. prosince 1960 pod názvem Zasloužilý energetik Ukrajinské SSR. Udílen byl nejlepším pracovníkům v energetickém průmyslu.
Dne 16. března 2000 přijala Nejvyšší rada Ukrajiny Zákon o státních vyznamenáních Ukrajiny, který zavedl státní vyznamenání pod názvem Zasloužilý energetik Ukrajiny. Popis odznaku k tomuto čestnému titulu byl schválen dekretem prezidenta Ukrajiny č. 476/2001 ze dne 29. června 2001.

## Pravidla udílení
Tento čestný titul je udílen v souladu se zákonem O státní vyznamenáních Ukrajiny ze dne 16. března 2000 a podle dekretu o čestných titulech Ukrajiny ze dne 29. června 2001. Udílen je zaměstnancům podniků, sdružení, organizací a institucí energetického sektoru za významné úspěchy při plnění výrobních úkolů, zavádění pokročilých forem organizace práce a za dosažení významných ekonomických úspěchů. Udělení čestného titulu se provádí dekretem prezidenta Ukrajiny. Může být udělen občanům Ukrajiny, cizím státním příslušníkům i osobám bez státní příslušnosti, ale nelze jej udělit posmrtně.

## Popis odznaku
Odznak se svým vzhledem podobá dalším odznakům čestných ukrajinských titulů v kategorii zasloužilý. Odznak má tvar oválného věnce spleteného ze dvou větviček vavřínových listů. Ve spodní části jsou větvičky spojeny stuhou. Uprostřed odznaku je nápis Заслужений энергетик. V horní části je věnec přerušen státním znakem Ukrajiny. Všechny nápisy i motivy jsou na odznaku vyraženy. Na zadní straně je spona umožňující jeho připnutí k oděvu. Odznak je vyroben ze stříbra.